# Sojuz MS-27
Sojuz MS-27 (ryska: Союз МС-27) är en flygning i det ryska rymdprogrammet, till Internationella rymdstationen (ISS). Farkosten sköts upp med en Sojuz-2.1a-raket, från kosmodromen i Bajkonur, den 8 april 2025. Några timmar senare dockade den med rymdstationen.
Flygningen kommer transportera Sergej Ryzjikov, Alekesj Zubrjtskij och Jonny Kim till rymdstationen.

## Besättning
|                | Uppskjutning                                 |
| -------------- | -------------------------------------------- |
| Befälhavare    | Sergej Ryzjikov, RSA Hans tredje rymdfärd    |
| Flygingenjör 1 | Alekesj Zubrjtskij, RSA Hans första rymdfärd |
| Flygingenjör 2 | Jonny Kim, NASA Hans första rymdfärd         |

## Reservbesättning
| Befälhavare    | Sergej Kud-Svertjkov, RSA  |
| Flygingenjör 1 | Sergej Mikajev, RSA        |
| Flygingenjör 2 | Christopher Williams, NASA |